# Dumb Sagacity
Dumb Sagacity è un cortometraggio muto del 1907 diretto da Lewin Fitzhamon.

## Trama
Una ragazzina abita in riva al mare e passa il tempo con i suoi animali, un cane e un cavallo. Un giorno, non accorgendosi della marea montante, resta isolata su una roccia. Il cane, rimasto sulla spiaggia, corre alla stalla dove si fa seguire dal cavallo. In groppa a questi, si avvicina alla roccia aprendosi una strada in mezzo alle onde. Alla fine, dopo molti tentativi, anche la piccola riesce a salire in groppa al cavallo e viene riportata in salvo sulla spiaggia dai due fedeli animali.

## Produzione
Il film fu prodotto dalla Hepworth.

## Distribuzione
Distribuito dalla Hepworth, il film - un cortometraggio di 137 metri - uscì nelle sale cinematografiche britanniche nel luglio 1907.
Nello stesso anno, la Williams, Brown and Earle lo presentò anche negli Stati Uniti.
Si conoscono pochi dati del film che, prodotto dalla Hepworth, fu distrutto nel 1924 dallo stesso produttore, Cecil M. Hepworth. Fallito, in gravissime difficoltà finanziarie, il produttore pensò in questo modo di poter almeno recuperare il nitrato d'argento della pellicola.